# 162035 Jirotakahashi
162035 Jirotakahashi este un asteroid din centura principală de asteroizi.

## Descriere
162035 Jirotakahashi este un asteroid din centura principală de asteroizi. A fost descoperit pe 17 decembrie 1995 la Kuma Kogen de Akimasa Nakamura. Asteroidul prezintă o orbită caracterizată de o semiaxă mare de 2,54 ua, o excentricitate de 0,21 și o înclinație de 8,8° în raport cu ecliptica.